# 50 de Berkeley Square
El número 50 de Berkeley Square es un edificio que se encuentra en la plaza de Berkeley Square, en el barrio londinense de Mayfair (Inglaterra). A fines del siglo XIX, se la conocía como una de las casas más embrujadas de Londres, con una habitación situada en el ático que se decía que estaba embrujada por el espíritu de una joven que se había suicidado allí.
Desde entonces, los investigadores han sugerido que las historias pueden haberse derivado del comportamiento extraño del ocupante de la casa, Thomas Myers, que dormía durante el día y emitía sonidos inusuales en la casa por la noche. También se ha observado que muchas de las historias sobre la casa fueron exageradas o inventadas por escritores posteriores sobre sus fantasmas.

## Leyenda
La leyenda sobre la casa varía según la fuente a la que se acuda, pero la mayoría de las versiones dicen que la habitación del ático de la casa era la que estaba atormentada por el espíritu de una joven que se suicidó allí. Supuestamente se arrojó desde una ventana del piso superior después de ser abusada por su tío, y se dice que es capaz de asustar a la gente hasta la muerte. También se comenta que dicho espíritu toma la forma de una niebla marrón, aunque se ha notificado que coge forma corpórea de figura blanca. Una versión más rara del cuento es que un joven fue encerrado en la habitación del ático, alimentado solo a través de un agujero en la puerta, hasta que finalmente se volvió loco y murió. Otra historia es que dicho habitáculo está maldito por la presencia del fantasma de una niña que fue asesinada allí por un sirviente sádico.
Desde 1859 hasta principios de la década de 1870, Thomas Myers, de quien se rumoreaba que había sido rechazado por su prometida, vivió en la casa. Vivía solo y se decía que se encerró y se volvió loco lentamente hasta su muerte a la edad de 76 años en noviembre de 1874. Durante su residencia la casa cayó en mal estado y comenzó a deteriorarse.
Se alega que en 1872, en una apuesta, Lord Lyttleton se quedó una noche en el ático del edificio. Trajo su escopeta con él y disparó contra una aparición. Por la mañana intentó encontrarla, pero solo pudo encontrar los cartuchos de la escopeta que había disparado. Al año siguiente, el consejo local emitió una citación a los propietarios de la casa por incumplimiento en el pago de impuestos, pero se afirma que no fueron procesados debido a la reputación de la casa por estar embrujada.
En 1879, un artículo en la revista Mayfair alegó que una criada que se quedó en la habitación del ático había sido encontrada en estado de locura, muriendo en un manicomio al día siguiente. También se alegó que después de que un noble pasara la noche en la habitación del ático, estaba tan paralizado de miedo que no podía hablar.
En 1887 se alegó que dos marineros del HMS Penelope pasaron una noche en la casa. Por la mañana uno de ellos fue encontrado muerto, habiéndose tropezado mientras corría desde la casa. El otro informó haber visto al fantasma del Sr. Myers acercándose agresivamente a ellos.
El interés moderno en el sitio fue estimulado por su inclusión en el libro de Peter Underwood Haunted London (1975).
No se han reportado fenómenos desde que los hermanos Maggs compraron la casa a fines de la década de 1930, y, aunque muchos medios de comunicación contemporáneos han informado sobre los acontecimientos en la casa, los investigadores más recientes afirman que nunca ha ocurrido nada inusual allí.

## Recepción escéptica
Hubo varias cartas y correspondencias en torno a esta casa en la revista Notes and Queries, entre los años 1872-1873, 1879 y 1880-1881. Una conclusión común fue que el descuido de la casa había inspirado las historias imaginativas sobre fantasmas.
En su autobiografía, publicada en 1906, Lady Dorothy Nevill declaró que el señor Myers era pariente suyo. Después de haber perdido a su prometida, su comportamiento "rayaba en la locura" y permanecía en la casa todo el día, pernoctando muchas veces y divagando mentalmente, llegando a emitir sonidos extraños. Según Nevill, la "casa antigua en ocasiones parece estar iluminada en la oscuridad de la noche". Consideró que las actividades nocturnas de Myers habían sido mal interpretadas por otros como evidencia de un fantasma. Concluyó que lo inquietante no tenía una base fáctica y que "toda la historia no tenía sentido".
Los investigadores modernos sugirieron que la casa nunca estuvo embrujada y que muchas de las historias fueron exageradas o inventadas por escritores posteriores. Por ejemplo, la afirmación de que los marineros entraron a la casa en la década de 1870 fue inventada por Elliott O'Donnell, y no hay evidencia para confirmar ninguna parte de la historia.

## Repercusión cultural
La casa está incluida en el videojuego Assassin's Creed: Syndicate. Forma parte de las misiones secundarias que encomienda el escritor Charles Dickens a los hermanos Jacob y Evie Frye como parte de sus acciones de investigación para el "Club fantasma" que lidera, exponiendo que en la casa se escuchaban los llantos de una niña pequeña.